# 4-та танкова дивизия (Вермахт)
4-та танкова дивизия е една от танковите дивизии на Вермахта по време на Втората световна война.

## История
4-та танкова дивизия е сформирана през ноември 1938 г. във Вурцбург. Участва в кампанията в Полша, битката за Франция, след която до ноември 1940 г. е част от окупационните части във Франция. След това е прехвърлена в Източна Прусия и взема участие нападението на Съветския съюз, като част група армии „Център“. Между лятото на 1944 г. и януари 1945 г. по време на настъплението на съветските войски участва в боевете в Латива и Курландия, след което е прехвърлена в Западна Прусия. През април 1945 г. се предава на Червената армия.

## Командири
- Генерал-майор Георг-Ханс Райнхарт – (10 ноември 1938 – 2 февруари 1939 г.)
- Генерал-майор Лудвиг фон Радимайер – (5 февруари 1940 – 10 февруари 1940 г.)
- Генерал-лейтенант Йохан Щевер – (11 февруари 1940 – 24 юли 1940 г.)
- Генерал-лейтенант Ханс фон Бойнебург-Ленгсфелд – (24 юли 1940 – 7 септември 1940 г.)
- Генерал-майор Вилибалд фон Лангерман унд Ерленкамп – (8 септември 1940 – 26 декември 1941 г.)
- Оберст Дитрих фон Заукен – (27 декември 1941 – 2 януари 1942 г.)
- Оберст Хайнрих Ебербах – (6 януари 1942 – 1 март 1942 г.)
- Генерал-лейтенант Ото Хайкемпер – (2 март 1942 – 3 април 1942 г.)
- Генерал-лейтенант Ханс Ебербах – (4 април 1942 – 26 ноември 1942 г.)
- Оберст Ерих Шнайдер – (27 ноември 1942 – 30 май 1943 г.)
- Генерал-лейтенант Дитрих фон Заукен – (31 май 1943 – януари 1944 г.)
- Генерал-майор Ханс Юнк – (януари 1944 – февруари 1944 г.)
- Генерал на танковите войски Дитрих фон Заукен – (март 1944 – април 1944 г.)
- Оберст Клеменс Бецел – (1 май 1944 – 27 март 1945 г.)
- Оберст Ернст Хофман – (10 април 1945 – май 1945 г.)[2]

## Носители на награди
- Носители на Значка за близък бой, златна (38)
- Носители на Германски кръст, златен (167)
- Носители на Германски кръст, сребърен (8)
- Носители на почетна кръгла тока на сухопътните части (77)
- Носители на свидетелство за похвала от главнокомандващия на армията (14)
- Носители на Рицарски кръст (84, включително един непотвърден)
- Носители на Рицарски кръст и Орден за военни заслуги (1)